# Juan Arredondo
Juan Bautista Arredondo González (Valparaíso, 16 de agosto de 1918-Cartagena, 6 de abril de 2015) fue un jugador y entrenador de baloncesto chileno.
Hijo de Manuel Arredondo y de Elvira González. Desde 1965 ha vivido en Cartagena (Chile), donde ha sido nombrado hijo ilustre, y donde durante varios años entrenó equipos infantiles, hasta su retiro por problemas de salud.

## Selección nacional
Fue internacional con la selección de básquetbol de Chile. Dirigió a las selecciones masculina y femenina. Su mayor logro como entrenador fue en el Campeonato Sudamericano de 1956 donde resultaron campeonas invictas. Con el equipo más hábil que ha tenido el básquetbol femenino nacional en toda su historia, Chile logró coronarse campeón frente a Ecuador en una final que terminó con el marcador 34-32. El equipo fue integrado por Onésima Reyes, Irene Velásquez, Ismenia Pauchard, Amalia Villalobos y Marta Ortiz.
Su mayor rendimiento estuvo en la marcación eficaz, en la defensa competente de todas sus jugadoras. Su cesto fue el menos batido: 205 puntos en contra, 291 puntos a favor.

### Resultados del Sudamericano
- Chile - Paraguay: 49-39
- Chile - Brasil: 53-42
- Chile - Colombia:63-23
- Chile - Argentina: ¿?
- Chile - Ecuador: 34-32

## Clubes
Dirigió al club Thomas Bata cuando fue campeón sudamericano en 1967.
- El Mercurio - (Chile)
- FAMAE - (Chile)
- Thomas Bata - (Chile)
- Sirio - (Chile)

## Títulos

### Campeonatos nacionales
- FAMAE - (Chile) - 1943
- FAMAE - (Chile) - 1947
- Thomas Bata - (Chile) - año